# Aloha Wanderwell
Aloha Wanderwell (Idris Galcia Hall, de soltera Welsh,13 de octubre de 1906-4 de junio de 1996) fue una exploradora canadiense-estadounidense, escritora, cineasta y aviadora. A los 16 años se convirtió en la primera mujer en dar la vuelta al mundo conduciendo un Ford Modelo T de 1918. Durante un periodo de cinco años (1922-1927), había recorrido 800.000 kilómetros y atravesado 80 países.

## Biografía
Idris Galcia Welsh nació en Winnipeg, Manitoba, hija de Margaret Jane Hedley y Robert Welsh, tras el matrimonio de su madre con Herbert Hall en 1909 pasó a llamarse Idris Hall. Su padrastro era promotor inmobiliario y ganadero en la isla de Vancouver y la familia vivía en Parksville y Duncan.En 1914, al comienzo de la Primera Guerra Mundial, su padrastro se alistó en las Fuerzas Expedicionarias Canadienses y, tras llegar a Inglaterra, fue transferido al ejército británico y nombrado teniente de la Infantería Ligera de Durham. La familia (Idris, su hermana Margaret Verner "Miki" y su madre) le siguió a Europa, donde viajaron por Inglaterra, Bélgica y Francia. En junio de 1917, Herbert Hall murió en combate en Ypres, Bélgica.Durante este tiempo Idris estuvo internada en diferentes colegios de Europa,  como el de las Benedictinas en Courtrai, en Bélgica, y el Chateau Neuf en Niza.

## Trayectoria
Idris comenzó su carrera como aventurera cuando conoció a su compañero de viaje, Walter Wanderwell, en 1922. Se casaron en 1925 y tuvieron dos hijos. Mientras viajaban por el mundo, Aloha Wanderwell actuaba en escena dando conferencias sobre viajes con el telón de fondo de la película muda Car and Camera Around the World. El matrimonio grabó películas de sus viajes en nitrato de 35 mm y de 16 mm que hoy se conservan en los archivos de la Biblioteca del Congreso y la Academia de Artes y Ciencias Cinematográficas.
Durante un periodo de seis semanas en las que Aloha Wanderwell estuvo varada en Brasil, vivió entre los Bororos y realizó los primeros documentos fílmicos sobre ellos. Cuando su marido murió asesinado a tiros en su yate Carma en Long Beach, California en 1932, Wanderwell se casó con Walter Baker y reanudó sus viajes en coche con un recorrido de más de 800.000 kilómetros que culminó con la visita de más de ochenta países de seis continentes.  

### La expedición Wanderwell
En 1921, Walter Wanderwell (nacido Valerian Johannes Pieczynski en Polonia) acaparaba los titulares con la apuesta del Million Dollar Wager, una carrera de resistencia alrededor del mundo entre dos equipos que competían con Ford Model Ts para ver cual de ellos podía visitar más países. Wanderwell, una figura controvertida (había sido encarcelado en los Estados Unidos durante la Primera Guerra Mundial bajo sospecha de ser un espía alemán y liberado en 1918), inspirado en su encuentro con la Sociedad de Naciones hacia 1930 formó su propia organización Work Around the World Educational Club (WAWEC).
En 1922, cuando tenía 16 años, Idris  solicitó un puesto de mecánica y cineasta mientras el equipo recorría el mundo en el Modelo T de 1917. Tras responder a un anuncio en el que decía: "Cerebros, belleza y bombachos: oferta de gira mundial para una joven afortunada (...) Querría unirse a una expedición (...) Asia, África...", se reunió con el "capitán" Wanderwell en París y consiguió una plaza en la expedición. Trabajó como traductora, conductora y cineasta de la expedición y adoptó el nombre de "Aloha Wanderwell". A pesar de que Walter seguía casado por entonces,Idris se convirtió en la imagen de la expedición y plasmó sus aventuras en una serie documentales cinematográficos de viajes.

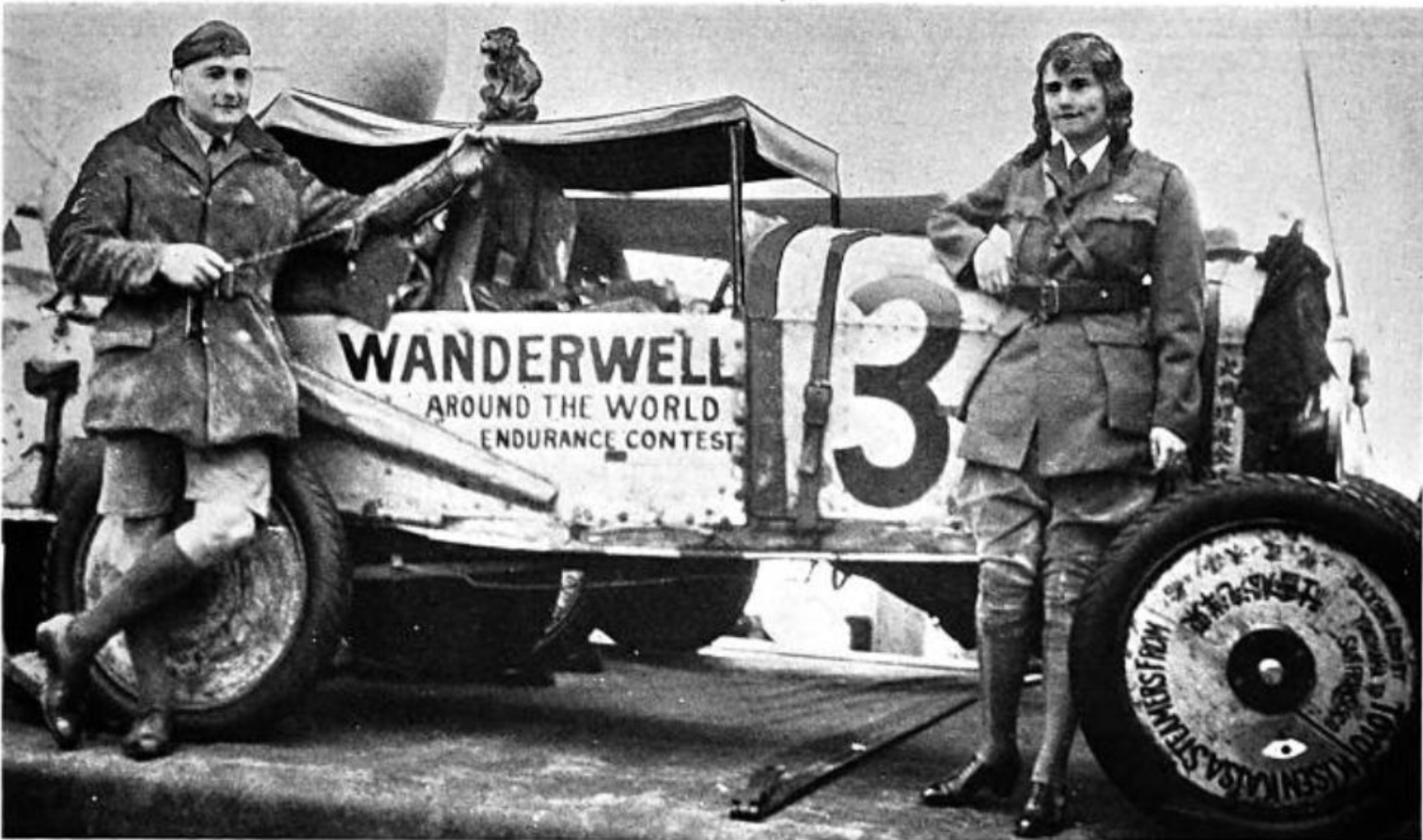
Walter y Aloha Wanderwell con su automóvil Ford, en una publicación de 1925

### "Primera mujer en conducir alrededor del mundo" (1922-1927)
Wanderwell fue la primera mujer en dar la vuelta al mundo en coche entre el 29 de diciembre de 1922 y enero de 1927, comenzando y terminando su viaje en Niza (Francia) .Hizo el viaje en un  Ford Modelo T, como conductora, traductora y cineasta para Wanderwell Expeditions, una gira automovilística alrededor del mundo dirigida por Walter "Cap" Wanderwell (Polonia). Aunque se considera que la primera mujer en dar la vuelta al mundo en un automóvil fue Harriet White Fisher entre 1909 y 1910, esta lo hizo utilizando chofer.
Parcialmente patrocinada por Ford Motor Company, la gira alrededor del mundo también se sostuvo a través de filmaciones y conferencias sobre viajes, desde África hasta Asia, pasando por Medio Oriente. En Calcuta, en 1924, su recorrido se cruzó con aviones de la primera circunnavegación aérea, un encuentro que fue filmado por Idris .

### Encuentro con el pueblo Bororo, Brasil
Entre 1930 y 1931, Aloha Wanderwell aprendió a pilotar un hidroavión alemán, "Junker", que más tarde aterrizaría en una parte inexplorada del río Amazonas cuando los Wanderwell viajaron al estado de Mato Grosso en Brasil. Acamparon en el rancho Descalvados en Cuiabá y aparentemente estaban buscando al explorador perdido, el coronel Percival Harrison Fawcett, quien estaba buscando la legendaria Ciudad Perdida de Z (algunos especulan que es sinónimo o diferente de la legendaria ciudad de Eldorado ). Hicieron varios vuelos con un hidroavión, quedándose una vez sin combustible en el río Paraguay donde recibieron ayuda del pueblo Bororo. El cámara del equipo filmó una danza ceremonial, un escenario de primer contacto con los aldeanos de Boboré y los hombres de Bororo que experimentaban dolores de parto comprensivos. La película muda de 32 minutos llamada Last of the Bororos se conserva en los Archivos de Cine de Estudios Humanos de la Institución Smithsonian e incluye el encuentro de Aloha Wanderwell con el explorador brasileño Cândido Rondon.

## Matrimonio con Walter Wanderwell
Aloha llegó a los Estados Unidos en 1925, y se casó con Walter Wanderwell el 7 de abril en Riverside, California. Su matrimonio impidió que el FBI arrestara a Wanderwell en virtud de la Ley Mann, por la que se prohibía el traspaso de mujeres a través de las fronteras estatales con "fines inmorales".
Aloha dio a luz a una hija, Valri, en diciembre de 1925 y a un hijo, Nile, en abril de 1927. Los Wanderwell continuaron sus viajes, navegando por Cuba y Sudáfrica. Además de lidiar con caminos en mal estado, los Wanderwell también tuvieron dificultades para encontrar gasolina para sus vehículos. Durante sus viajes por África entre 1926 y 1928, utilizaron bananas trituradas como grasa y grasa de elefante como aceite de motor. La gira mundial incluyó 43 países. El autor Stookie Allen sostiene que durante este tiempo, Aloha se cortó el cabello y luchó como miembro de la Legión Extranjera Francesa.
Los Wanderwell regresaron a los Estados Unidos y se establecieron en Miami en 1929. Donaron uno de sus Model T, conocido como Little Lizzie, a Henry Ford antes de la proyección de la película Car and Camera Around the World . En 1942, Henry Ford decidió que Little Lizzie y otros 50 autos serían desguazados para el esfuerzo de guerra.

### Asesinato de Walter Wanderwell
A fines de 1932, la pareja compró un yate, el Carma de 110 pies, con la intención de documentar su viaje a los Mares del Sur en una película. El 5 de diciembre de 1932, el día antes de embarcar, Walter Wanderwell fue asesinado en el yate en el puerto cerca de Long Beach, California. William James Guy, miembro de su expedición de 1931 a América del Sur que había intentado amotinarse en un viaje anterior, fue juzgado por el crimen. Guy tenía una coartada y fue absuelto por el jurado y el juez Kenny. Otro hombre, Edward Eugene Fernando Montague, fue considerado sospechoso, pero nunca fue acusado.

## Últimos años
Posteriormente Wanderwell se casó con Walter Baker en Luisiana. La pareja viajó a Nueva Zelanda, Australia, Hawái, India, Camboya, Wyoming, EE. UU. e Indochina. Aloha posteriormente contó que estuvo rodeada por cinco manadas de elefantes y tuvo que huir. Entre sus últimas películas estánTo See the World by Car (1935-37), India Now y Explorers of the Purple Sage, en Technicolor, que contiene el único metraje conocido de Desert Dust, el famoso caballo salvaje palomino.
Aloha continuó dando conferencias y, durante este período, escribió un relato autobiográfico de sus viajes, Call to Adventure!, que se publicó en 1939 y se reeditó en 2012. La pareja finalmente se instaló en Cincinnati, Ohio, donde Aloha trabajó en la transmisión de radio, WlW Radio 1939 y como periodista. En 1947, ella y Baker se trasladaron a la comunidad de Lido Isle en Newport Beach, California. Aloha ofreció su última actuación ante 150 familiares e invitados, con el Dr. Pete Lee, conservador del Museo de Historia Natural de Los Ángeles en 1982. Murió el 4 de junio de 1996.

## Archivo
Las imágenes de Aloha Wanderwell se encuentran en el Archivo de Cine de la Academia en la Colección de Cine de Aloha Wanderwell Baker. El Archivo de Cine de la Academia ha conservado muchas de sus películas, tanto de fuentes de nitrato de 35 mm como de 16 mm, incluidas imágenes poco comunes de los años veinte y treinta.

## Obras

### Filmografía
- Coche y cámara alrededor del mundo.
- Para ver el mundo en coche.
- River of Death.
- Cabo a El Cairo
- El último de los bororos
- Vuelo a la Edad de Piedra
- Australia ahora.
- Victoria en el Pacífico.
- Mi Hawaii.
- Magia de Mexico.
- India Now.
- Explorers of the Purple Sage.

## Otras lecturas
- Papeles de Aloha Baker, 1918–1932.
- Aloha Wanderwell Call to Adventure: True Tales of the Wanderwell Expedition, Primeras mujeres en dar la vuelta al mundo en un automóvil.ISBN 1484118804
- Christian Fink-Jensen con Randolph Eustace-Walden Aloha Wanderwell: The Border-Smashing Record-Setting Life of the World's Youngest Explorer publicado por Goose Lane (Vancouver, Columbia Británica, Canadá), 2016
- Tejera, P. (2018). Reinas de la carretera . Madrid: Ediciones Casiopea.